# Караганда (Актюбинская область)
Караганда́ (каз. Қарағанды) — село в Хобдинском районе Актюбинской области Казахстана. Входит в состав Жарсайского сельского округа. Код КАТО — 154247300.

## Население
В 1999 году население села составляло 293 человека (151 мужчина и 142 женщины). По данным переписи 2009 года, в селе проживали 164 человека (83 мужчины и 81 женщина).